# Auf der Ried
Auf der Ried ist ein Ortsteil von Mannswörth in der Gemeinde Schwechat in Niederösterreich.
Die an einem damaligen Seitenarm der Schwechat, dem Kalten Gang, befindliche Mühle wurde 1674 erstmals erwähnt. Das heutige Mühlengebäude, die Neumühle wurde 1720 errichtet. Über diese Mühle führte die Verbindungsstraße zwischen Albern und Mannswörth, die heutige Landesstraße L2064; Mit der Donauregulierung 1883 und dem Ausbau des Alberner Hafens wurde der Hauptstrom der Schwechat über diesen Arm in die Donau geleitet. Das Umland links und rechts der Schwechat wurde ab den 1980er Jahren von zwei Siedlungsvereinen erschlossen und besiedelt. Durch den Ortsteil und an dieser Stelle über die Schwechat führt auch der Jakobsweg.